# 日本の断層一覧
日本の断層一覧（にほんのだんそういちらん）は、日本各地にある活断層の名称を、各都道府県別にまとめたものである。

## 北海道
- 標津断層帯
- 羅臼岳断層
- 峰浜断層
- 古多糠断層
- 開陽断層帯
- 網走湖東方断層
- 幌延断層帯
- 東問寒別断層
- サロベツ断層帯
- 吉住断層
- 沼田-砂川断層
- 増毛山地東縁断層
- 十勝平野東縁断層帯
- 光地園断層
- 荻伏断層
- 富良野断層帯
- 軽舞断層
- 石狩低地東縁断層帯
- 当別断層
- 野幌断層
- 尻別川断層
- 黒松内低地断層帯
- 八雲断層
- 函館平野西縁断層帯
- 函館西断層

## 東北地方
広域的にあるもの
- 折爪断層（青森・岩手）
- 川船断層帯（岩手・秋田）
- 福島盆地-長町-利府断層帯（宮城・福島） - 3つにわける場合もある
- 双葉断層帯（宮城・福島）

### 青森県
- 野辺地断層
- 青森湾西岸断層帯
- 津軽山地西縁・真昼山地東縁断層帯

### 岩手県
- 花巻・北上西断層帯
- 雫石盆地西縁断層
- 北上低地西縁断層帯

### 宮城県
- 旭山断層帯
- 作並-屋敷平断層
- 遠刈田断層
- 長町-利府線断層帯

### 秋田県
- 花輪東断層
- 能代断層帯（能代断層）
- 田沢湖東方断層
- 横手盆地東縁断層帯
  - 千屋断層 - 国の天然記念物
- 滝ノ沢断層
- 北口断層
- 鳥田目断層帯
- 釜ヶ台断層帯
- 北由利断層
- 小滝断層

### 山形県
- 尾花沢断層
- 新庄盆地断層帯
- 鮭川断層帯
- 庄内平野東縁断層帯
- 山形盆地西縁断層帯
- 長井盆地西縁断層帯
- 半郷断層

### 福島県
- 福島盆地西縁断層帯
- 双葉断層
- 三郡森断層
- 二ッ箭断層
- 湯ノ岳断層
- 井戸沢断層
- 川桁山断層
- 会津盆地東縁断層帯
- 会津盆地西縁断層帯
- 檜枝岐断層
- 江花-虫笠断層
- 那須湯本北断層

## 関東地方
広域的にあるもの
- 深谷断層帯（関東平野北西縁断層帯）（群馬・埼玉）
  - 綾瀬川断層
- 箱根ヶ崎断層（埼玉・東京）

### 茨城県
- 高萩断層

### 栃木県
- 関谷断層

### 群馬県
- 太田断層

### 埼玉県
- 綾瀬川断層
- 深谷断層帯
- 越生断層
- 元荒川構造帯
- 名栗断層

### 千葉県
- 東京湾北縁断層 - 不確定
- 東京湾北部断層
- 鴨川低地断層帯（鴨川地溝帯）

### 東京都
- 箱根ヶ崎断層
- 武蔵五日市断層

### 神奈川県
- 鶴川断層
- 中津川断層
- 伊勢原断層
- 秦野断層
- 渋沢断層
- 生沢断層
- 小向断層
- 神縄・国府津-松田断層帯
- 塩沢断層
- 平山断層
- 三浦半島断層群
  - 武山断層帯
  - 北武断層帯
  - 南下浦断層

## 中部地方（三重除く）
広域的にあるもの
- 十日町断層帯（新潟・長野）
- 黒菱山断層（新潟・富山）
- 糸魚川静岡構造線断層帯（長野・山梨・静岡）
  - 牛伏寺断層
- 跡津川断層帯（岐阜・富山）
  - 跡津川断層 - 国の天然記念物
- 牛首断層（岐阜・富山）
- 庄川断層帯（石川・富山・岐阜）
- 福井平野東縁断層帯（福井・石川）
- 金草岳断層帯（福井・岐阜）
- 阿寺断層帯（岐阜・長野）
  - 阿寺断層
- 白巣峠断層（岐阜・長野）
- 木曽川断層帯（岐阜・長野）
- 木曽山脈西縁断層帯（岐阜･長野）
- 清内路断層帯（岐阜・長野）
- 屏風山・恵那山-猿投山断層帯 - 3つにわける場合もある
- 恵那山断層帯（岐阜・長野）
- 猿投山断層帯（岐阜・愛知）
- 笠原断層（岐阜・愛知）
- 濃尾断層帯（福井・岐阜）
  - 根尾谷断層 - 特別天然記念物
- 岐阜-一宮断層帯（岐阜・愛知）
- 津島断層帯（岐阜・愛知）

### 新潟県
- 虚空蔵山断層
- 櫛形山脈断層帯
- 牟礼山北西断層
- 沼越峠断層
- 月岡断層帯
- 加茂断層
- 長岡平野西縁断層帯
- 常楽寺断層
- 悠久山断層
- 六日町断層
- 高田平野東縁断層
- 高田平野西縁断層
- 小田断層
- 国中南断層

### 富山県
- 猫又山断層
- 魚津断層
- 砺波平野断層帯
- 呉羽山断層帯
- 石動断層
- 高清水断層帯
- 早乙女岳断層

### 石川県
- 能登海岸断層(F43断層)
- 邑知潟断層帯
- 金沢平野東縁断層
- 森本・富樫断層帯

### 福井県
- 更毛断層
- 宝泉寺断層
- 宝慶寺断層
- 野坂・集福寺断層帯
  - 野坂断層
- 耳川断層
- 鋸崎沖断層
- 湖北山地断層帯

### 山梨県
- 曽根丘陵断層
- 扇山断層

### 長野県
- 信濃川断層帯（長野盆地西縁断層帯）
- 戸隠山断層
- 牛伏寺断層
- 霧ヶ峰断層
- 常念岳断層帯
- 境峠-神谷断層帯
- 奈良井断層
- 才児峠断層帯
- 伊那谷断層帯
- 風越山断層
- 下伊那竜東断層帯
- 下伊那竜西断層
- 下条山麓断層帯
- 平岡断層
- 鈴ヶ沢断層

### 岐阜県
- 戸市川断層帯
- 牧ヶ洞断層帯
- 巣野俣断層
- 高山断層帯
- 高山・大原断層帯
- 無数河断層
- 口有道断層帯
- 猪之鼻断層
- 若栃断層
- 久野川断層
- 佐見断層帯
- 白川断層帯
- 宇枯峠断層
- かかりき峠断層
- 赤河断層
- 屏風山断層帯
- 長良川上流断層帯
- 揖斐川断層
- 武儀川断層
- 大草履断層
- 谷汲断層
- 池田山断層
- 柳ヶ瀬・関ヶ原断層帯
- 萩原断層

### 静岡県
- 北伊豆断層帯
  - 丹那断層 - 国の天然記念物
- 水抜-与市坂断層
- 達磨山断層
- 上賀茂断層
- 富士川河口断層帯
- 有度丘陵断層
- 畑薙山断層

### 愛知県
- 三河断層帯
  - 深溝断層
- 伊勢湾断層帯
- 笠寺断層
- 天白河口断層（不確定）
- 加木屋断層
- 武豊断層
- 猿投-高浜断層帯

## 近畿地方（三重含む）
広域的にあるもの
- 金剛山地東縁・和泉山脈南縁断層帯（中央構造線断層帯）
- 大阪湾断層（兵庫・大阪、大阪湾）
  - 和田岬断層
- 琵琶湖西岸断層帯（福井・滋賀）
- 安曇川沖断層 - 不確定
- 鈴鹿坂下断層（滋賀・三重）
- 木津川断層帯（滋賀・三重・京都）
- 頓宮断層帯（滋賀、三重）
- 名張断層帯（三重・奈良）
- 花折断層帯（三方・花折断層帯）（滋賀・京都）
- 山田断層帯（京都・兵庫）
- 埴生断層（京都・兵庫）
- 京都西山断層帯（三峠・京都西山断層帯）（京都・大阪）
- 田原断層（京都・奈良）
- 奈良盆地東縁断層帯（滋賀・京都・奈良）
- 奈良盆地西断層帯（大阪・京都・奈良）
- 生駒断層帯（大阪・京都）
- 六甲断層帯（六甲・淡路断層帯）（滋賀・京都・兵庫）
  - 有馬-高槻構造線
  - 清荒神断層
  - 五月丘断層
  - 湯槽谷断層
  - 淡河断層
  - 野島断層 - 国の天然記念物
  - 芦屋断層
  - 諏訪山断層
  - 布引断層
  - 浅野断層
  - 楠本断層
  - 東浦断層
  - 青波断層
  - 須磨断層
  - 会下山断層
  - 大月断層
  - 五助橋断層
  - 甲陽断層
  - 高取山断層
- 養父断層（兵庫・京都）

### 三重県
- 鈴鹿東縁断層帯
- 鈴鹿西縁断層帯
- 鈴鹿沖断層
- 布引山地東縁断層帯
- 家城断層
- 多気断層

### 滋賀県
- 長浜沖断層
- 鈴鹿山地西縁断層帯
- 南岸湖底断層
- 大鳥居断層帯
- 信楽断層

### 京都府
- 中山断層
- 郷村断層帯
  - 郷村断層 - 国の天然記念物
- 三岳山断層
- 上林川断層
- 三峠断層
- 和束谷断層
- 花折断層
- 亀岡断層

### 大阪府
- 上町断層帯
  - 上町断層
  - 佛念寺山断層
  - 長居断層
  - 坂本断層
  - 久米田池断層
- 羽曳野断層帯
- 内畑断層
- 大阪湾断層帯

### 兵庫県
- 仮屋沖断層
- 養父断層帯
- 御所谷断層
- 十万辻断層
- 名塩断層
- 大谷断層
- 梅木峠断層
- 大川瀬断層
- 高塚山断層
- 淡路島北西沖断層
- 志筑断層
- 淡路島西沖断層
- 鮎原断層
- 先山断層
  - 安乎断層
- 湊-本庄断層
- 山崎断層帯
  - 土万断層（山崎断層帯主部・北西部）
  - 安富断層（山崎断層帯主部・北西部）
  - 暮坂峠断層（山崎断層帯主部・北西部）
  - 琵琶甲断層（山崎断層帯主部・南東部）
  - 三木断層（山崎断層帯主部・南東部）
  - 草谷断層
- 野島断層

### 奈良県
- 千股断層

### 和歌山県
- 五条谷断層(中央構造線断層帯)
- 根来断層
- 桜池断層

## 中国地方
広域的にあるもの
- 安芸灘断層帯（広島・山口、安芸灘）
- 安芸灘南断層帯（広島・山口、安芸灘）
- 岩国-五日市断層帯（広島・山口）
- 大原湖断層
- 渋木断層
- 菊川断層帯
- 日南湖断層

### 鳥取県
- 鹿野-吉岡断層
- 岩坪断層
- 伯耆沖断層帯（F55断層）
- 雨滝-釜戸断層
- 大立断層・田代峠-布江断層
- 鎌倉山南方活断層

### 島根県
- 宍道（鹿島）断層
- 弥栄断層
- 島根半島北方沖断層帯（F56断層、F57断層）
- 出雲沖断層
- 島前西方沖断層
- 江津沖断層
- 日御碕沖断層帯
- 根滝グリ北方断層帯
- 十六島鼻西方沖断層帯
- 石見沖南断層
- 石見沖中断層帯
- 石見沖北断層
- 浜田沖断層
- 三隅沖断層
- 益田沖断層
- 奈古断層
- 千里ヶ瀬東方南断層
- 千里ヶ瀬東方北断層

### 岡山県
- 山崎断層帯
  - 大原断層（山崎断層帯主部・北西部）
- 那岐山断層帯
  - 那岐山断層
  - 那岐池断層
  - 声ヶ乢断層
- 畑ヶ鳴断層
- 塩ノ内断層

### 広島県
- 船佐・山内逆断層帯 - 国の天然記念物
  - 山内断層
- 筒賀断層
  - 押ヶ垰断層帯 - 国の天然記念物
- 上根断層
- 船木断層
- 竹原断層

### 山口県
- 菊川断層帯
- 須佐沖断層帯
- モドロ岬沖断層帯

## 四国地方
広域的にあるもの
- 紀淡海峡-鳴門海峡断層帯（中央構造線断層帯）
- 讃岐山脈南縁-石鎚山脈北縁東部断層帯（中央構造線断層帯）
- 石鎚山脈北縁断層帯（中央構造線断層帯）
- 石鎚山脈北縁西部-伊予灘断層帯（中央構造線断層帯）
- 綱付森断層（徳島・高知）
- 宿毛断層（高知・愛媛）

### 徳島県
- 上浦断層
- 鮎喰川断層
- ふなと岩断層

### 香川県
- 長尾断層

### 愛媛県
- 滝本断層
- 伊予西沖断層

### 高知県
- 津賀才断層
- 安田断層
- 行当岬断層帯

## 九州・沖縄地方
広域的にあるもの
- 別府-万年山断層帯（大分・熊本）
  - 別府湾-日出生断層帯（東部：別府‐島原地溝帯）
- 板屋峠断層（福岡・佐賀）
- 布田川・日奈久断層帯（熊本・鹿児島）
- 出水断層（熊本・鹿児島）

### 福岡県
- 小倉東断層
- 福智山断層
- 大島沖断層
- 西山断層
- 水縄断層 - 国の天然記念物
- 志賀島沖断層
- 警固断層

### 佐賀県
- 川久保断層

### 長崎県
- 大似田断層
- 雲仙断層群（雲仙地溝帯）

### 熊本県
- 阿蘇外輪南麓断層
- 緑川断層帯
- 六本杉山断層
- 人吉盆地南縁断層
- 布田川・日奈久断層帯
- 立田山断層

### 大分県
- 佐賀関断層
- 福良木断層

### 宮崎県
- 征矢原断層

### 鹿児島県
- 五反田断層
- 鹿児島湾東縁断層
- 鹿児島湾西縁断層
- 鬼門平断層
- 花里崎-田ノ脇断層
- 尾之間断層
- トビヨ崎断層

### 沖縄県
- 石川-具志川断層
- 宮古島断層

## 地方をまたがる断層
- 関谷断層（福島・茨城）
- 棚倉構造線（福島・茨城）
- 柳ヶ瀬断層帯（福井・滋賀・岐阜）
- 浦底-柳ヶ瀬山断層（福井・滋賀）
- 集福寺断層（福井・滋賀）
- 路原断層帯（福井・滋賀）
- 琵琶湖西岸断層帯（福井・滋賀）
- 敦賀断層帯（福井・滋賀）
- 三方断層（福井・滋賀）
- 熊川断層（福井・滋賀）
- 鶴川断層（山梨・神奈川）
- 玄倉断層（静岡・神奈川）
- 中央構造線
  - 中央構造線断層帯（奈良・大阪・和歌山・兵庫・徳島・愛媛・大分）
  - 赤石断層帯（長野・静岡・愛知）
- 養老断層帯（滋賀・岐阜・三重）
- 白子-野間断層（三重・愛知、伊勢湾）
- 市之原断層帯（岐阜・三重）
- 鈴鹿山地東縁断層帯（岐阜・三重）
- 養老-桑名-四日市断層帯（岐阜・三重）
- 今須断層（岐阜・滋賀）
- 奥川並断層（滋賀・岐阜）
- 山崎断層（兵庫・岡山・鳥取）
- 雨滝-釜戸断層（兵庫・鳥取）
- 周防灘断層帯（山口・大分、周防灘）
- 姫島北西沖断層（山口・大分、周防灘）
- 秋穂沖断層（山口・大分、周防灘）
- 宇部南東沖断層帯（山口・大分、周防灘）
- 宇部沖断層（山口・大分、周防灘）